# ممفيس (ألاباما)
ممفيس (بالإنجليزية: Memphis)‏ هي مدينة أمريكية تقع في ولاية ألاباما.تبلغ مساحة هذه المدينة 1 (كم²)،ويبلغ عدد سكانها 29 نسمة حسب إحصاء سنة 2010 م.تشير الإحصاءات بأن الكثافة السكانية في هذه المدينة تقدر بـ(33) نسمة/كم2.

## أعلام
- فيلي كينغ